# Arroyo Verde, Mexiko
Arroyo Verde är en ort i Mexiko.   Den ligger i kommunen Papantla och delstaten Veracruz, i den sydöstra delen av landet, 240 km nordost om huvudstaden Mexico City. Arroyo Verde ligger 24 meter över havet och antalet invånare är 262.
Terrängen runt Arroyo Verde är platt. Runt Arroyo Verde är det ganska tätbefolkat, med 179 invånare per kvadratkilometer. Närmaste större samhälle är Papantla de Olarte, 19,8 km sydväst om Arroyo Verde. Omgivningarna runt Arroyo Verde är en mosaik av jordbruksmark och naturlig växtlighet.